# Джордж Мід
Джордж Гордон Мід (нар. 31 грудня 1815, Кадіс, Іспанія — 6 листопада 1872, Філадельфія, США) — американський генерал та інженер, будівельник (серед інших кілька маяків).

## Життєпис

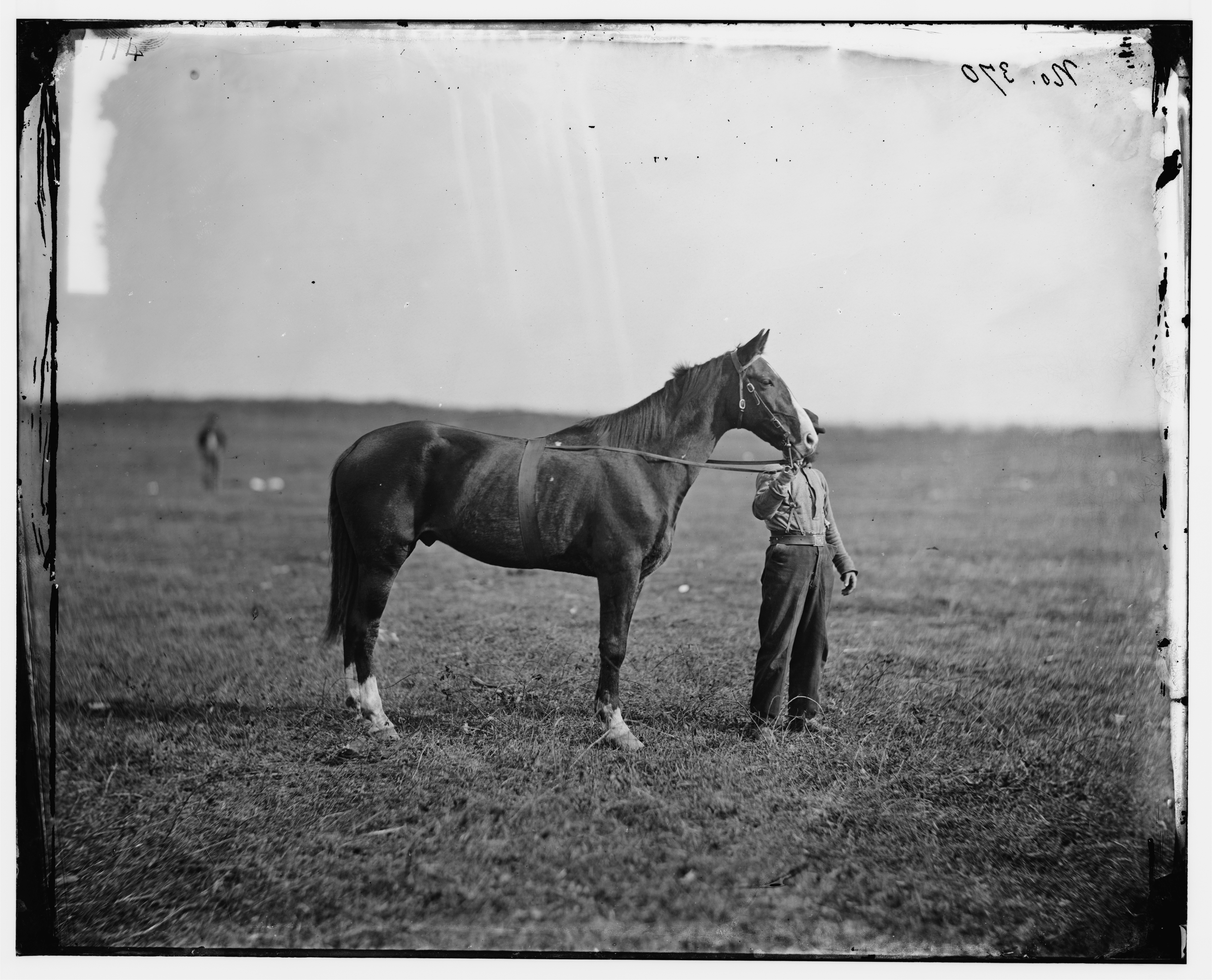
Кінь Міда, Старий Лисий

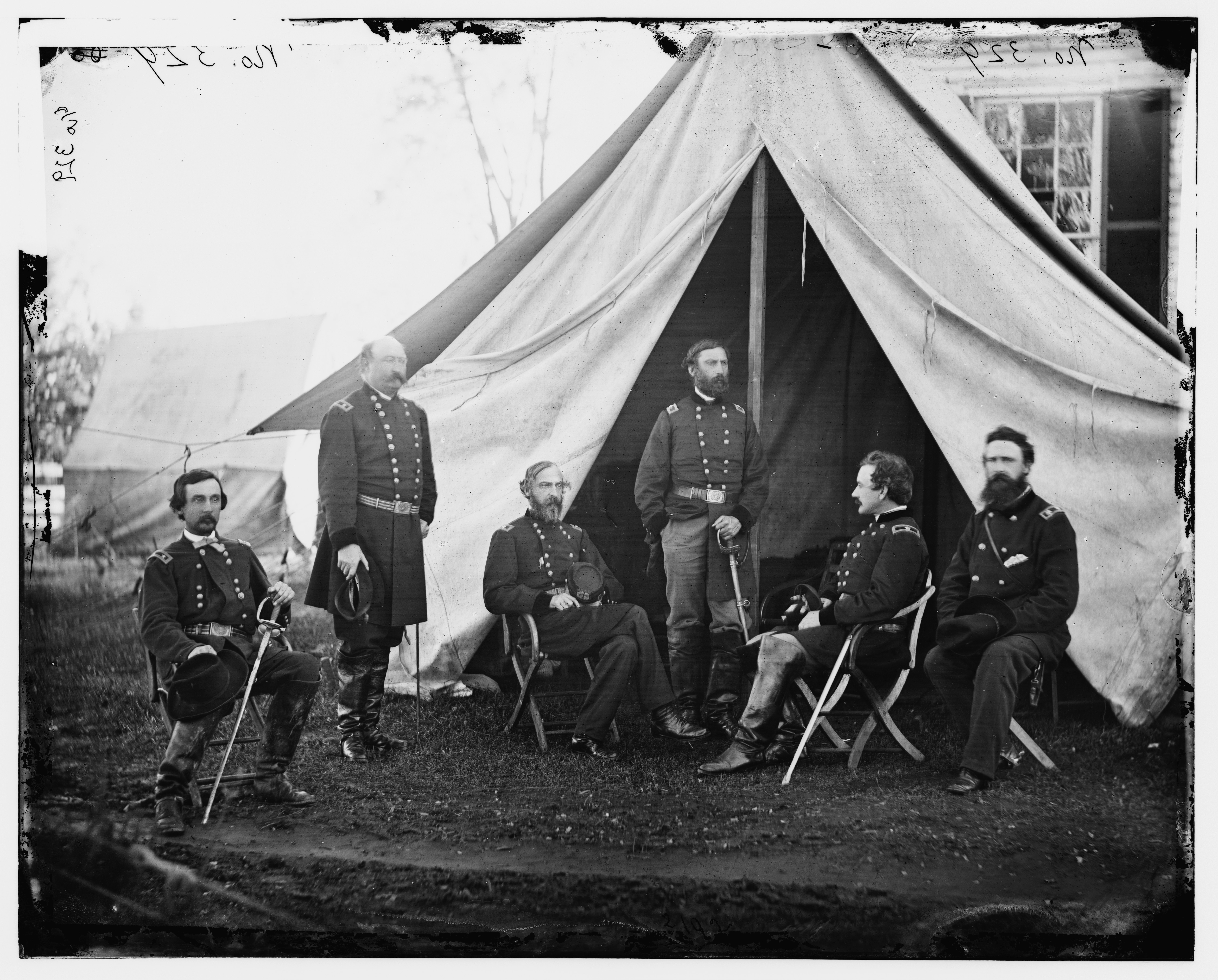
Генеральний штаб Потомацької армії: губернатор Уоррен, Вільям Френч, Джордж Мід, Генрі Хант, Ендрю Хамфріс і Джордж Сайкс у вересні 1863 р.

Мід народився в Іспанії, де працював його батько, і приїхав до Сполучених Штатів у 1828 році. У 1831 році він вступив у Військову академію США, а потім служив у кавалерії. Під час Громадянської війни у США він воював на боці Союзу (США) та командував Пенсільванськими добровольцями. З червня 1863 року командував Потомакською армією. Попри те, що він прийняв командування лише за два дні до битви при Геттісбурзі, йому вдалося привести Потомакську армію до перемоги, що стало переломним моментом у війні.